# Полтава (авиабаза)
Авиабаза Полтава — военный аэродром в одноимённом городе, Украина.

## История
В 1936 году Полтавский аэродром стал базой 16-й тяжёлой бомбардировочной авиабригады и 8-го тбап 1-й ВА особого назначения. В 1944 году — 169-я авиабаза особого назначения под командованием генерал-майора авиации А. Р. Перминова, здесь базировались американские Б-17 в ходе операции «Фрэнтик».
После Великой Отечественной войны на территории авиабазы Полтава дислоцировался 185-й гвардейский тбап и управление 13-й гвардейской Днепропетровско-Будапештской ордена Суворова 2-й степени тбад. Дивизия входила в состав 46-й воздушной армии ВГК со штабом в Смоленске. В Полтаву дивизия перебазировалась в 1946 году из Люблина (Польша). Авиабаза являлась секретным объектом и носила наименование Полтава-4.

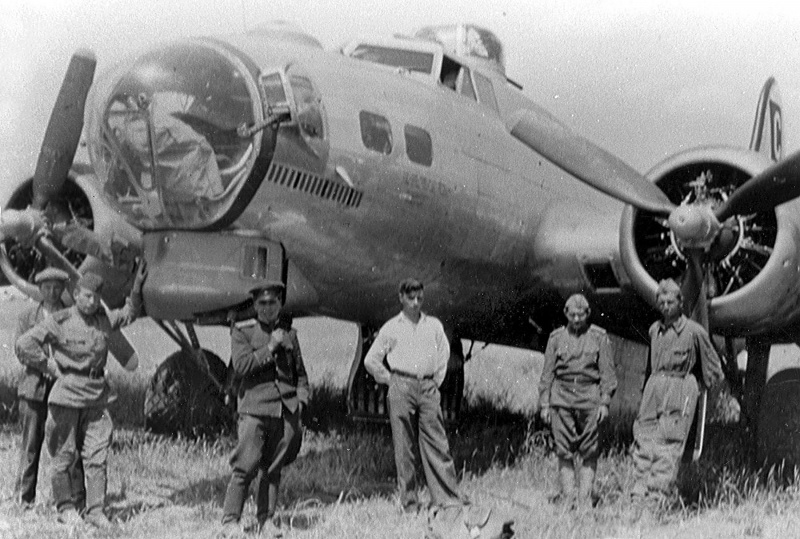
Советские техники у американского B-17 «Летающая крепость», 22 июня 1944

На вооружении полка с 1949 года стояли самолёты Ту-4. Дивизия получила их первыми в СССР, а полком-лидером по переобучению являлся 185-й тбап. Обучение производилось в Казани на базе 890-го дбап, переформированного в учебный. С 1955 года — Ту-16, с 1974 года — Ту-22М2 с авиаракетным комплексом Х-22М. В 1957 году дивизия первой в СССР стала осваивать дозаправки в воздухе.
С 5 апреля 1992 года дивизия вошла в состав ВС Украины. После распада СССР в Полтаве осталась единственная тбад на территории Украины вооружённая дальними бомбардировщиками-ракетоносцами Ту-22М3 и учебными самолётами дальней авиации Ту-134УБЛ.

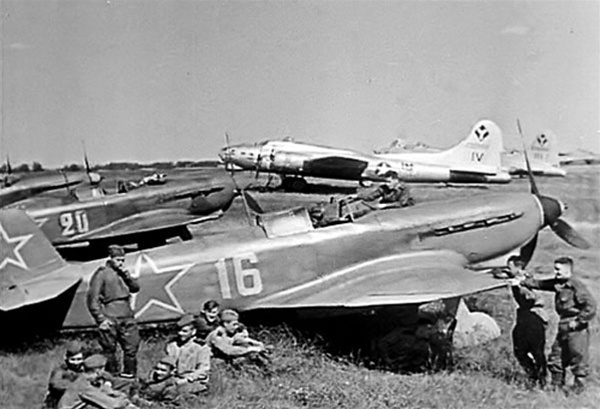
«Летающие крепости» и советские самолёты прикрытия, авиабаза «Полтава», 1944 год.

В 1994 году на территории авиабазы «Полтава-4» происходили празднования 50-летия начала Операции «Фрэнтик» — совместной советско-американской военной операции с челночными полетами американских тяжёлых бомбардировщиков Boeing B-17 Flying Fortress на стратегические цели в нацистской Германии и её сателлитов. Во время празднования от американской стороны были представлены следующие самолеты Военно-воздушных сил США: McDonnell Douglas KC-10A Extender, Boeing B-52H Stratofortress и B-1B Lancer.
В августе 2000 году прошли совместные российско-украинские учения, во время которых 2 Ту-22М3 из 185-го тбап выполнили перелёт на Север России и вместе с российскими самолётами атаковали и поразили мишени-баржи на полигоне у Новой Земли. Также экипаж украинского Ту-22М3, во время российско-украинских учений на полигоне Архалык, после дальнего перелета произвел пуск ракеты-мишени Х-22, которая была успешно уничтожена российскими истребителями Су-27.
В мае 2000 года 13-я тбад была расформирована, как не вписывающаяся в военную доктрину Украины дивизия.
Согласно договору СНВ-2, Ту-22/Ту-22М и их модификации не считаются стратегическими бомбардировщиками, однако под давлением Государственного департамента США руководство Украины согласилось на уничтожение всех Ту-22/Ту-22М, находившихся на вооружении украинских ВВС.
Контракт на проведение работ по уничтожению дальних бомбардировщиков Ту-22М ВВС Украины и их вооружения был подписан в июле 2002 года между Агентством по уменьшению угрозы министерства обороны США и американской фирмой Rayteon Technical Service. Субподрядчиком ликвидационных работ выступило государственное предприятие Минобороны «Украинская авиационная транспортная компания».
Ликвидация проводилась в несколько этапов. Сначала бомбардировщики были выведены из состояния боевой готовности, а потом — распилены.
Весной 2002 года завершился первый этап уничтожения Ту-22М, во время которого было ликвидировано 8 Ту-22М3.
В ноябре 2002 года начался следующий этап уничтожения Ту-22М. Было разрезано 31 Ту-22М2/М3, базировавшихся на военных аэродромах в Полтаве и Николаеве. Также были полностью уничтожены 225 крылатых ракет Х-22. В Полтаве было уничтожено 12 самолётов Ту-22М3, в Николаеве — 17 Ту-22М2 и 2 Ту-22М3, в Озёрном — 225 крылатых ракет Х-22. Работы по уничтожению бомбардировщиков велись по контракту с американской компанией Rayteon Technical Service с ноября 2002 года по июль 2004 года.
В 2003 году Ту-22М3 был окончательно снят с вооружения ВВС Украины.
27 января 2006 года на авиабазе «Полтава» было завершено уничтожение 60 Ту-22М (17 Ту-22М2 и 43 Ту-22М3) и 423 авиационных крылатых ракет Х-22 ВВС Украины. В церемонии уничтожения последнего украинского дальнего бомбардировщика приняли участие Джон Хербст, посол США на Украине, а также представители министерства обороны США во главе с заместителем помощника министра обороны Ингландом Дагом.
Несколько Ту-22/Ту-22М были приведены в нелётное состояние и переданы в Государственный музей авиации Украины и Полтавский музей дальней авиации, созданный группой офицеров-энтузиастов на базе бывшего военного аэродрома в 2007 году.

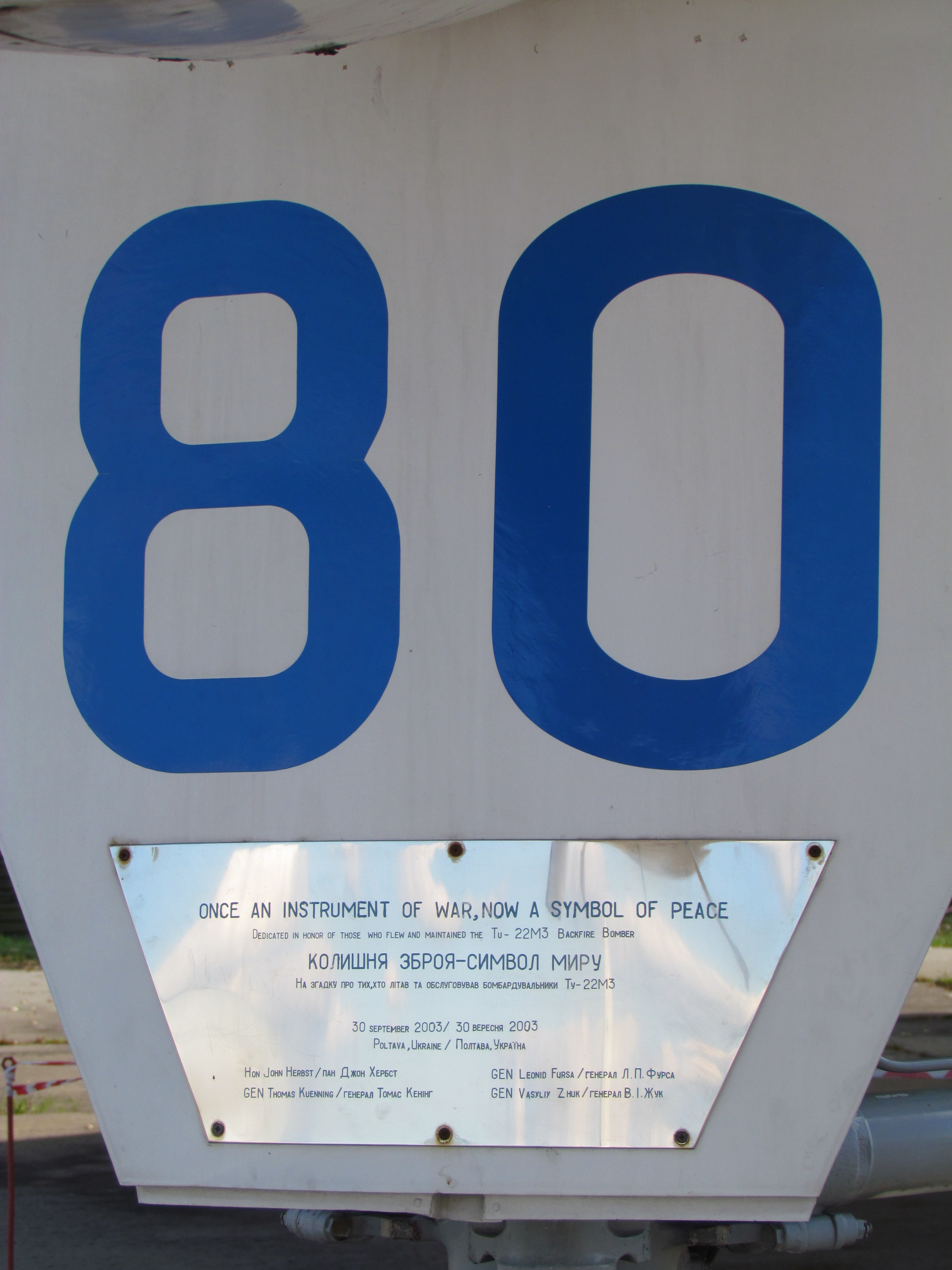
Памятный знак «Бывшее оружие — символ мира» на бывшей авиабазе Полтава в память о тех, кто летал и обслуживал Ту-22М3 ВВС Украины
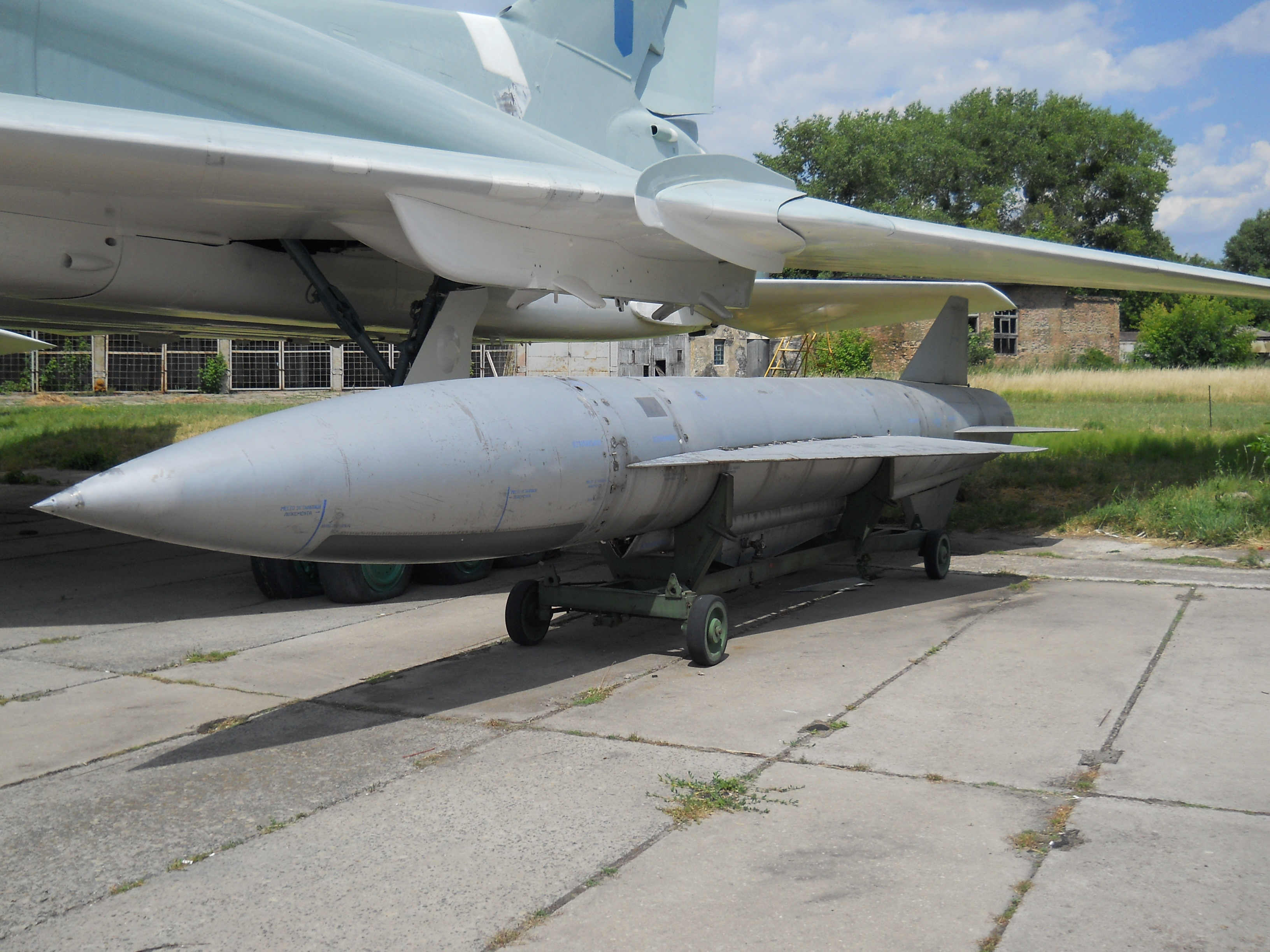
Ракета Х-22, Государственный музей авиации Украины. Ту-22М3 способен нести 3 крылатых ракеты Х-22.
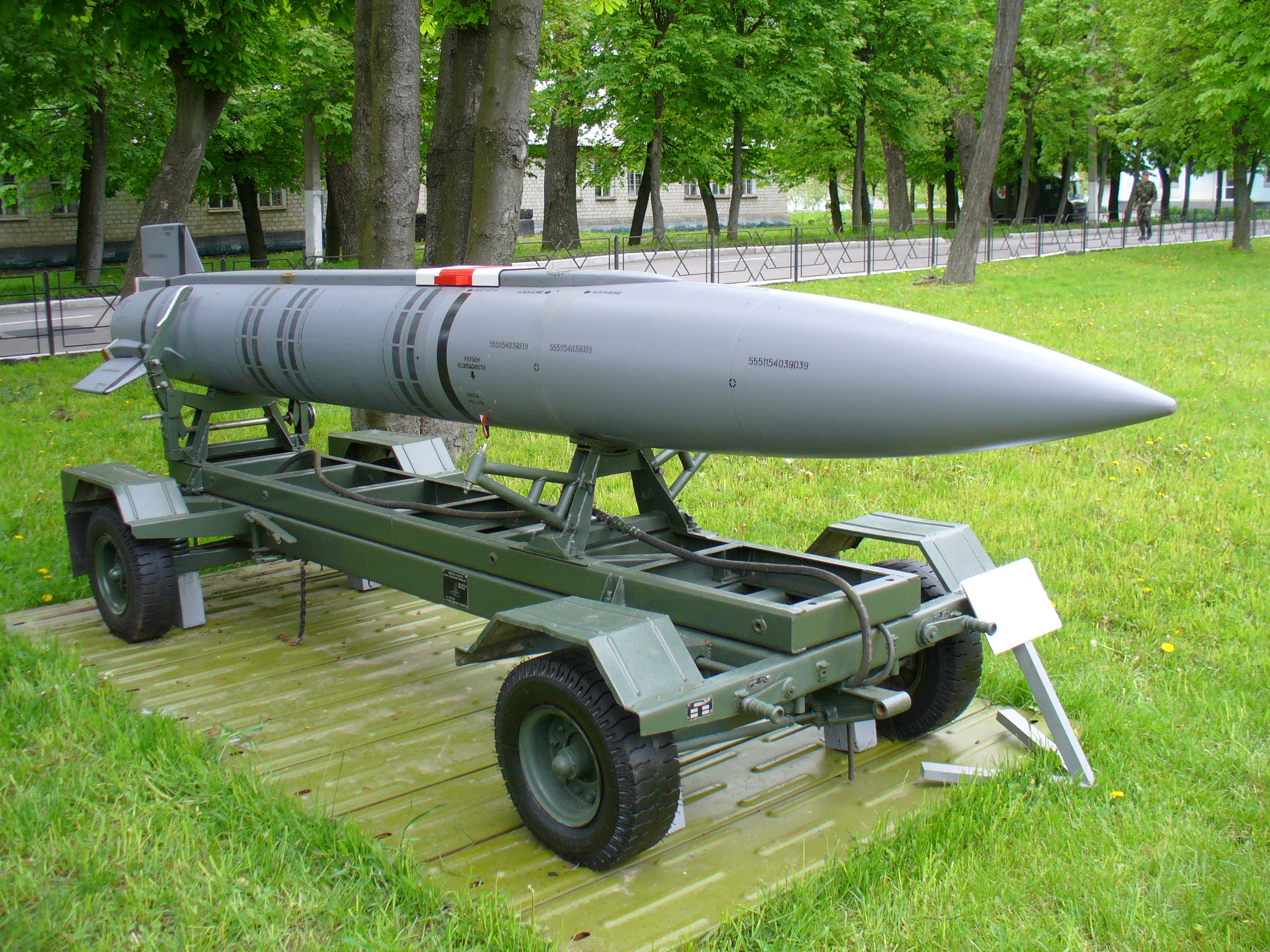
Ракета Х-15, Музей ВВС Украины. Ту-22М3 способен нести 10 Х-15.

С 2015 года на аэродроме базируется 18-я отдельная бригада армейской авиации Сухопутных войск ВСУ

## Полтавский музей дальней и стратегической авиации

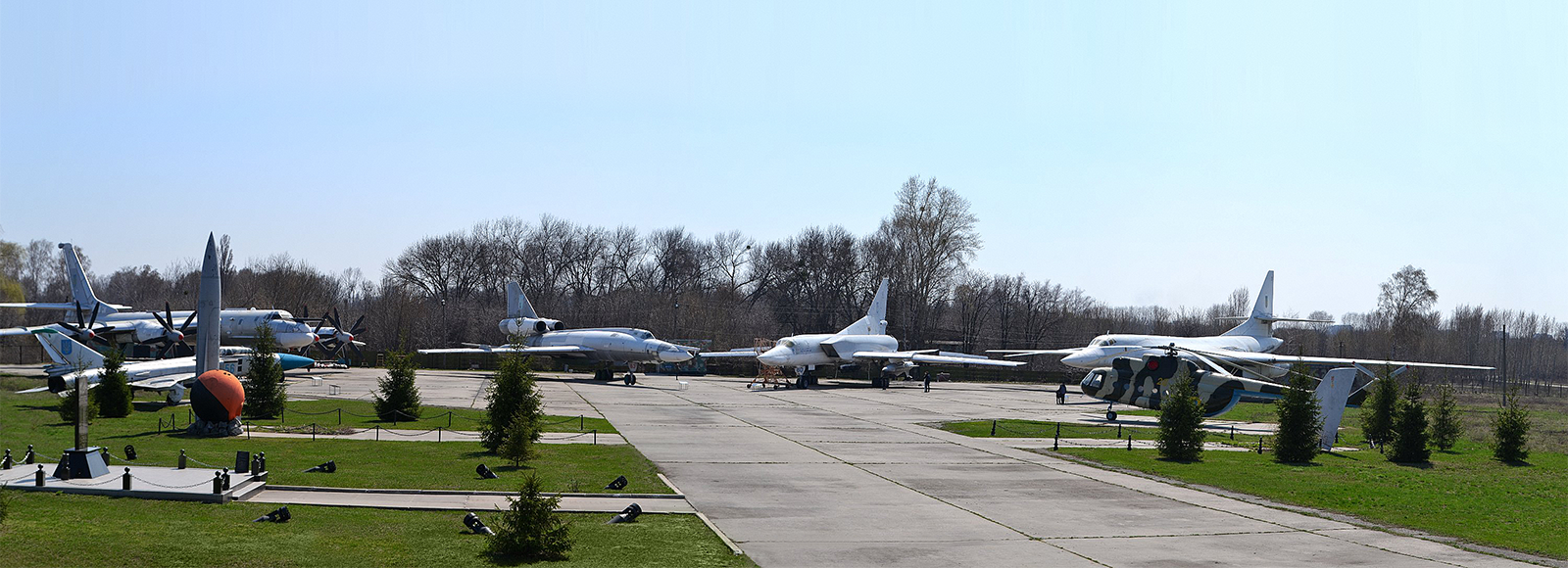
Самолёты в Полтавском авиамузее
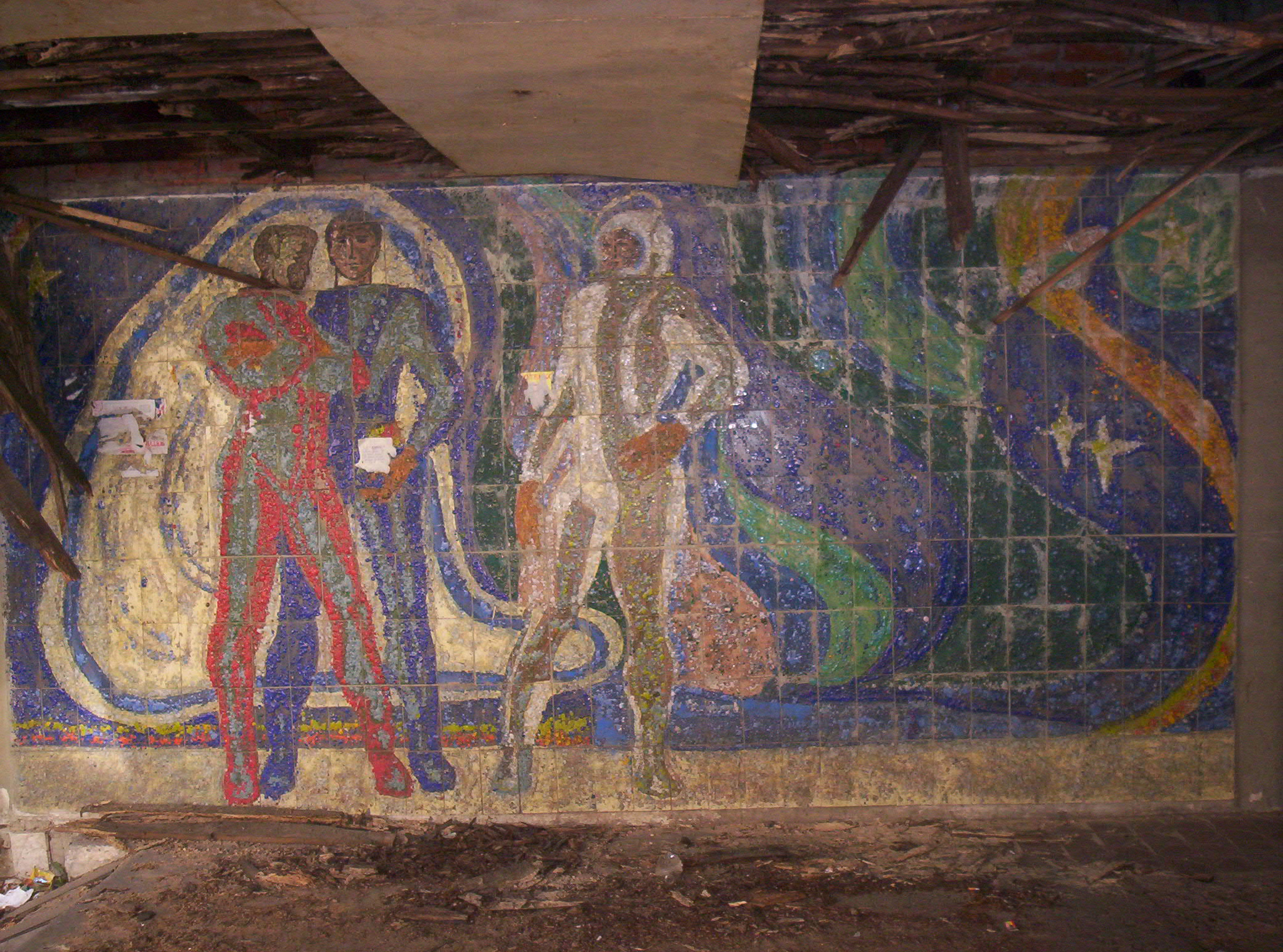
Фреска на бывшей проходной Полтавского военного аэродрома (проходная была разобрана в 2013 году)

По состоянию на 2012 год на территории авиабазы находится комендатура и Музей дальней и стратегической авиации (в составе музея имеются самолёты Су-15, Ту-95МС, Ту-22КП, Ту-134УБЛ, Л-29, Л-39, Ту-22М3, Ту-160, Ту-16, Ан-26, Ан-2). Используется как запасной аэродром для истребителей, базирующихся на аэродроме Миргород.